# Лука-Володимир Микитюк
Лука-Володимир Микитюк

(31 жовтня 1899, Коломия — 29 квітня 1944, Грабівка, Калуський район) — український військовик, хорунжий Української Галицької Армії, греко-католицький священник, духівник Української повстанської армії.

## Біографія
Народився 31 жовтня 1899 року в місті Коломия в родині рільників. Навчався у початковій школі імені Тараса Шевченка в Коломиї, згодом — у Коломийській державній гімназії з українською мовою навчання, яку закінчив 1917 року.
Після закінчення гімназії був мобілізований до австрійської армії, воював на італійському фронті, отримав звання хорунжого. Після Листопадового зриву вступив до Української Галицької Армії, проходив службу у телеграфічній школі в Коломиї. Через відрізаний польськими повстанцями шлях відступу на схід залишився на батьківщині.
У 1919 році вступив до духовної семінарії в Станиславові. Провчився там чотири роки і в липні 1923 року був висвячений єпископом Григорієм Хомишиним на священника у катедральній церкві Станиславова.
Першим місцем служіння стало село Кобаки Косівського повіту, де священник активно протидіяв антирелігійній пропаганді місцевих комуністів, здобувши повагу громади. Згодом служив у селах Рибне, Старі Кути та місті Кути, де допомагав у будівництві Народного дому.

## Освітня та виховна діяльність
У 1934 році призначений катехитом української державної гімназії в Станиславові, директором бурси імені святого Йосафата, а з 1935 року — ректором Малого семінару імені святого Йосафата. Після радянської окупації Західної України у 1939 році релігійні заняття було заборонено, а семінар закрито.
НКВС, отримавши архіви польської поліції, почало переслідувати священника за його патріотичну позицію, що змусило його емігрувати. Певний час служив духівником у таборах українських робітників на підприємствах «Hermann Göring Werke» у місті Ватенштат (Німеччина).

## Діяльність в УПА та загибель
Після повернення на рідні землі був заступником голови Українського допомогового комітету в Станиславові. У березні 1944 року, за завданням проводу УПА, переселився в село Грабівка Калуського району, де став духівником підрозділів УПА, що діяли в Чорному лісі.
Загинув 29 квітня 1944 року під час нападу радянських партизан на село Грабівка. Похований біля церкви в одній могилі з місцевим парохом Володимиром Скрутнем, який загинув того ж дня.

## Вшанування пам’яті
На честь братів Петра, Луки та Максиміліана названо одну з вулиць Коломиї вул.Братів Микитюків.